# 裂條南鰍
裂條南鰍（學名：Schistura rupecula）為輻鰭魚綱鯉形目條鰍科南鰍屬的其中一種。分布於亞洲印度及尼泊爾淡水流域，體長可達8.5公分，棲息在水淺的礫石底質河川底層水域，生活習性不明。

## 扩展阅读
維基物種上的相關：裂條南鰍